# Polibije
Polibije (oko 210. – 120. pr. Kr.), starogrčki i rimski povjesničar. Bezuspješno je pokušavao obnoviti Ahejski savez i simpatije prema Makedoncima pretvoriti u opipljiviju političku dobit. Zbog toga je bio poslan u Rim kao jedan od tisuću talaca koje su Grci morali dati u znak vjernosti i odanosti. U Rimu se Polibije vrlo brzo dokazao u kulturnim i književnim krugovima. Ratovao je sa Scipionom Mlađim protiv Kartage (146. pr. Kr.) i bio svjedok rušenja moći Korinta. Napisao je djelo "Povijest" u 40 knjiga, od kojih je sačuvano samo prvih pet. Ovo djelo nije samo povijest Rima već i svih zemalja Sredozemlja.